# Cap Shore

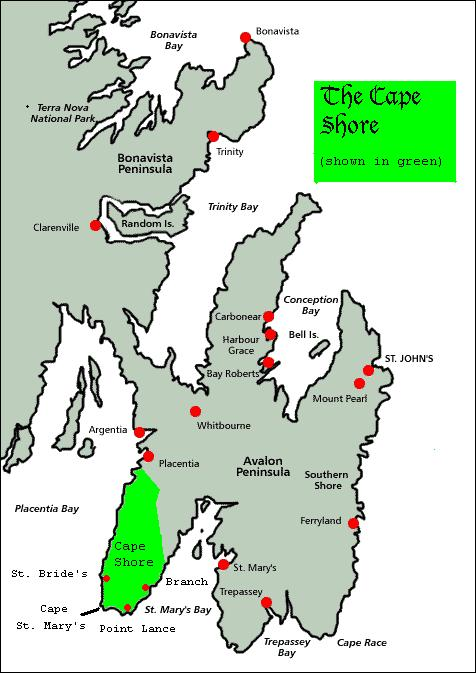
Localisation du cap Shore sur la péninsule d'Avalon

Le cap Shore (Cape Shore en anglais) est une région composant la portion sud-ouest de la péninsule d'Avalon de l'île de Terre-Neuve dans la province de Terre-Neuve-et-Labrador au Canada.

## Annexe